# Carrizo Springs
Carrizo Springs – miasto w Stanach Zjednoczonych, w stanie Teksas, w hrabstwie Dimmit. W 2000 roku liczyło 5 655 mieszkańców.